# القنطره، مرجعیون
القنطره (به عربی: القنطرة) یک منطقهٔ مسکونی در لبنان است که در شهرستان مرجعیون واقع شده‌است.
 القنطره   ۴۷۰ متر بالاتر از سطح دریا واقع شده‌است.